# Einar Jónsson
Einar Jónsson (ur. 11 maja 1874, zm. 18 października 1954) – islandzki rzeźbiarz, urodzony na farmie Galtafell w południowej Islandii.